# Красные Озёра (Пензенская область)
 Красные Озёра  — поселок в Пачелмском районе Пензенской области. Входит в состав Новотолковского сельсовета.

## География
Находится в западной части Пензенской области на расстоянии приблизительно 2 км на юг-юго-восток от районного центра поселка Пачелма.

## История
Основан в начале XX века. В 1955 году колхоз «Маяк». В 2004 году — 3 хозяйства.

## Население
Численность населения: 193 человека (1926 год), 237 (1930), 253 (1939), 54 (1979), 20 (1989), 9 (1996). Население составляло 6 человек (русские 100 %) в 2002 году, 4 в 2010.